# 青森市立後潟小学校
青森市立後潟小学校（あおもりしりつ うしろがたしょうがっこう）は、青森県青森市大字六枚橋にあった公立小学校。蓬田村との境界部を学区とし、青森市内では最北の小学校だった。

## 沿革
- 1877年（明治10年）9月2日 - 後潟小学として創立。
- 1887年（明治20年）
  - 4月 - 後潟簡易小学校に改称。
  - 6月 - 校舎類焼。
- 1888年（明治21年）9月 - 後潟12番地に校舎新築。
- 1892年（明治25年）4月 - 後潟尋常小学校に改称。
- 1893年（明治26年）10月 - 補習科設置。
- 1906年（明治39年）
  - 8月17日 - 補習科廃止。高等科併置し、後潟尋常高等小学校に改称。
  - 12月24日 - 校舎新築落成式挙行。
- 1907年（明治40年）10月20日 - 校旗樹立。
- 1920年（大正9年）2月9日 - 移動図書館開館。
- 1922年（大正11年）10月31日 - 農業補習学校併置。
- 1926年（大正15年）
  - 7月30日 - 農業補習学校が青年訓練所充当になる。
  - 9月10日 - 創立50周年記念式典挙行。
- 1928年（昭和3年）9月20日 - （旧）後潟・小橋の両尋常高等小学校を統合し、後潟村立後潟尋常高等小学校に改称。
- 1929年（昭和4年）
  - 4月14日 - 青年訓練所充当後潟農業補習学校（旧）と青年訓練所充当小橋農業補習学校が統合し、青年訓練所充当後潟農業補習学校（新）となる。
  - 9月29日 - 六枚橋字磯打95番地（現在地）に新校舎落成。落成式挙行。校旗樹立式も挙行。
- 1935年（昭和10年）10月1日 - 青年訓練所充当後潟農業補習学校が公立後潟青年学校に改称。
- 1936年（昭和11年）
  - 4月14日 - 公立後潟女子青年学校設立。
  - 9月15日 - 校歌制定。
- 1938年（昭和13年）9月20日 - 後潟小創立10周年記念式典挙行。
- 1941年（昭和16年）4月1日 - 国民学校令により後潟国民学校に改称。
- 1947年（昭和22年）4月1日 - 学制改革により後潟村立後潟小学校に改称。
- 1956年（昭和31年）9月1日 - 後潟村が青森市に合併されたことに伴い、青森市立後潟小学校に改称。
- 1964年（昭和39年）1月29日 - 完全給食実施。
- 1971年（昭和46年）11月26日 - 新校舎落成記念式典挙行。
- 1977年（昭和52年）9月20日 - 創立100周年記念式典挙行。
- 1978年（昭和53年）1月22日 - 水泳プール竣工。
- 1997年（平成9年）9月20日 - 創立120周年記念式典挙行。
- 2000年（平成12年）8月 - 新校舎使用開始。
- 2003年（平成15年） - 工事完了。
- 2019年（令和元年）11月10日 - 本校体育館で閉校記念式典挙行[1][2]。
- 2020年（令和2年）
  - 3月19日 - 最後の卒業式挙行。最後の卒業生は6名だった[3]。
  - 3月31日 - この日をもって、閉校。なお、本校児童は、本校と奥内小学校・西田沢小学校を統合し、新たに開校する北小学校へ移籍。

## 部活動
- 野球部
- 卓球部

## 学区
- 後潟、四戸橋、六枚橋、小橋、左堰

## 進学先中学校
- 青森市立北中学校 - 1985年度から
- 青森市立後潟中学校 - 1984年度まで

## 参考資料
- 『新青森市史 別編教育（別巻）年表・学校沿革』（青森市・2000年3月発行）「学校沿革 （一）小学校」201頁～202頁「後潟小学校」